# NGC 4262
NGC 4262 (również PGC 39676 lub UGC 7365) – galaktyka soczewkowata (SB0-(s)?), znajdująca się w gwiazdozbiorze Warkocza Bereniki. Odkrył ją William Herschel 8 kwietnia 1784 roku. Galaktyka ta należy do gromady w Pannie.